# INTERFET
INTERFET è l'acronimo di International Force for East Timor, un contingente militare multinazionale istituito dalla Nazioni Unite per riportare sicurezza ed aiuto umanitario, in seguito allo scoppio della crisi di Timor Est del 1999, alla popolazione civile.
Venne posta sotto il comando del maggior generale australiano Peter Cosgrove. Rappresentante fu il thailandese Songkitti Jaggabatara.

## Storia

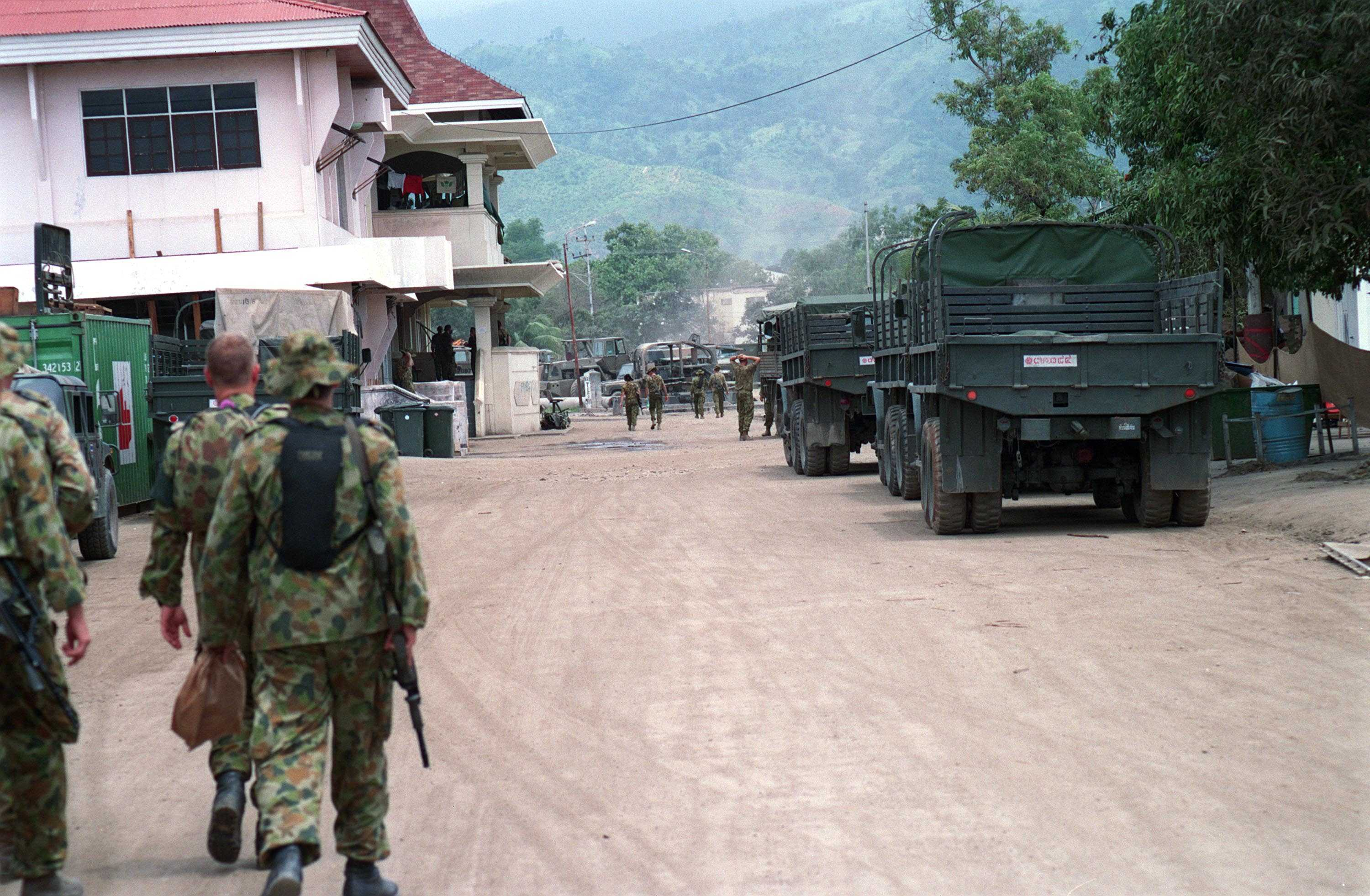
Soldati australiani a Dili

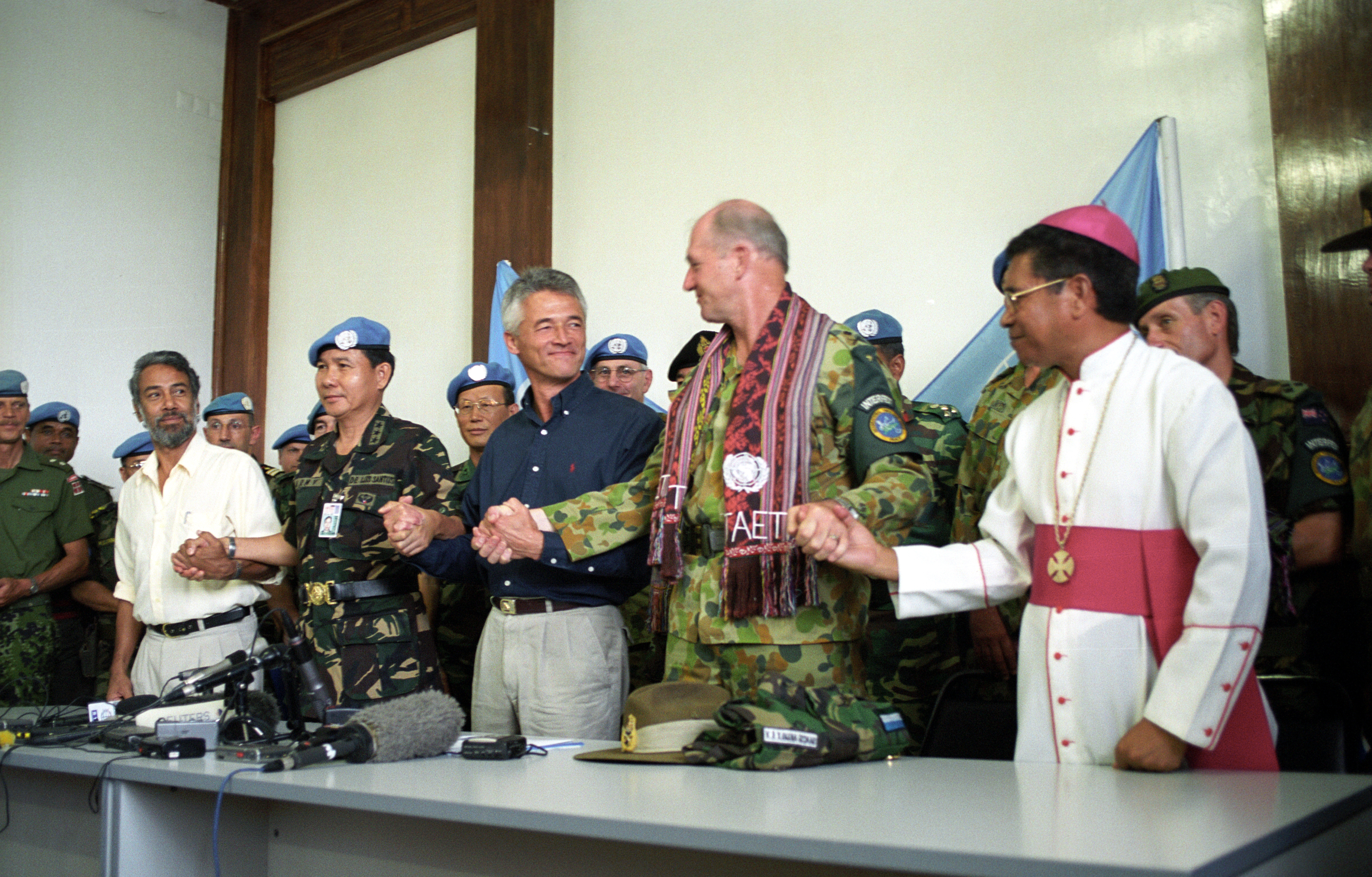
Trasferimento del controllo da INTERFET a UNTAET

In occasione della crisi di Timor Est del 1999, le Nazioni Unite decisero il 15 settembre 1999, con la Risoluzione n. 1264, un intervento militare umanitario a Timor Est per liberare la popolazione dal terrore colà instauratosi. Il contingente, composto prevalentemente da militari australiani, statunitensi, thailandesi e neozelandesi, aveva il compito di riportare la pace nel territorio, garantire la sicurezza alla popolazione e ristabilire l'ordine pubblico; inoltre aveva il compito di favorire il rientro in patria dei profughi, che a seguito dei gravi disordini verificatisi con la crisi, avevano lasciato le loro case per fuggire sui monti od all'estero. Insieme a questi scopi INTERFET doveva garantire anche la sicurezza dell'Organizzazione UNAMET, che, sempre come emanazione delle Nazioni Unite, era composta da osservatori internazionali, chiamati a controllare la regolare esecuzione delle operazioni di voto del referendum del 30 agosto 1999 sull'indipendenza dall'Indonesia, il cui esercito aveva invaso ventiquattro anni prima Timor Est, non appena questa si era dichiarata indipendente dal Portogallo, del quale Timor Est era stato da secoli colonia. La crisi era scoppiata proprio a seguito di questo referendum, con il quale il 78,5% degli abitanti di Timor Est si era espresso per l'indipendenza. Milizie pro-indonesia, dato che l'Indonesia era ovviamente contraria all'indipendenza di Timor Est, cercarono in tutti i modi, specie con la violenza, d'intimidire la popolazione est-timorese. 2000 furono i morti fra la popolazione, ¾ della popolazione autoctona fu costretta a lasciare le proprie case e il 75% dell'infrastruttura fu distrutta.
Il 20 settembre 1999 le prime unità australiane sbarcarono nell'aeroporto di Dili misero sotto controllo, dopo qualche scontro armato con la milizia pro-indonesiana, la regione. Molti abitanti si rifugiarono sui monti o nella parte occidentale dell'isola ed anche le milizie così fecero. Di là le milizie tentarono attacchi sporadici, specialmente nella zona meridionale, controllata dalle forze di pace neozelandesi. Dopo che questi attacchi erano stati respinti e il sostegno dell'Indonesia alle milizie, a seguito della pressione internazionale, cessò, le milizie si sciolsero, non senza tuttavia, durante il loro ritiro, rinunciare ad incendiare numerose case di civili est-timoresi. L'exclave di Oekusse venne liberata dalle forze dell'INTERFET solo nel mese di ottobre.
Alla fine di ottobre l'Indonesia dichiarò illegittima la sua occupazione di Timor Est e con la risoluzione ONU n. 1272 venne deciso un periodo di amministrazione transitoria affidata all'UNTAET (United Nations Transitional Administration in East Timor, cioè Amministrazione Provvisoria di Timor Est da parte delle Nazioni Unite), che entrò in azione il 25 ottobre, dal 14 febbraio del 2000 prese in carico la ricostruzione del Paese ed il 28 dello stesso mese INTERFET trasferì il proprio compito all'UNTAET. Però i profughi a Timor Ovest vennero ancora trattenuti nei campi di raccolta per mesi dopo la consegna ufficiale alla missione di pace della Nazioni Unite ed uccisi. Alla conferenza del 17 dicembre 1999 tenutasi a Tokio vennero stanziati aiuti per 417 milioni di Euro.
Il corpo dell'INTERFET terminò i suoi compiti e lasciò la responsabilità alle subentranti Forze di Pace dell'UNTAET il 28 febbraio 2000.

## Partecipanti

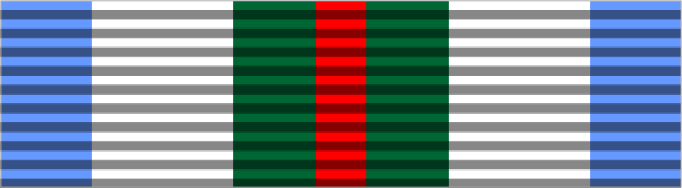
Mostrina dell'INTERFET

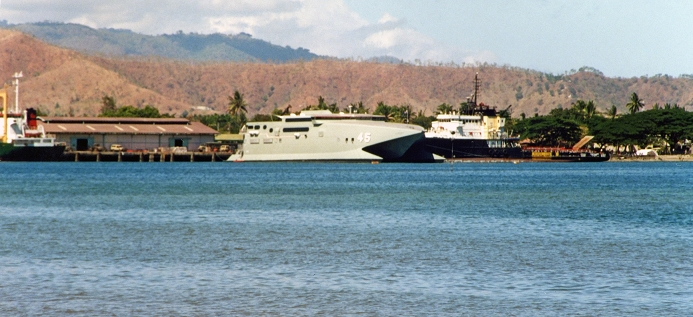
HMAS Jervis Bay a Dili nell'ottobre 1999

In totale furono impegnati nella forza militare INTERFET 9.900 soldati, appartenenti a 17 paesi. Vi presero parte i militari dei seguenti paesi: Australia, Brasile Germania, Francia, Irlanda, Italia, Malaysia, Nuova Zelanda, Norvegia, Filippine, Canada, Kenya, Corea del Sud, Singapore, Regno Unito, Thailandia, Stati Uniti, cui si aggiunsero successivamente Portogallo e quattro altri stati.
Esisteva anche una potenziale minaccia alla forza INTERFET da parte delle Forze Armate indonesiane, tanto fu localizzato nelle acque di Timor Est un sommergibile indonesiano. Per fronteggiare l'eventuale minaccia indonesiana, vennero assegnate all'INTERFET le seguenti forze navali: l'incrociatore USS Mobile Bay, il cacciatorpediniere HMS Glasgow, le fregate HMNZS Te Kaha, HMNZS Canterbury, FNS Prairial, FNS Vendemiaire, HMAS Darwin, HMAS ANZAC, HMAS Sydney oltre a non nominati sommergibili.
Successivamente intervennero altre navi militari fra le quali alcune italiane, canadesi, portoghesi, tailandesi e di Singapore.
Rimasero inoltre a disposizione dell'INTERFET negli aeroporti aerei militari della Royal Australian Air Force e della Royal New Zaaland Air Force. Si trattava di McDonnell Douglas F/A-18 Hornet e un General Dynamics F-111 australiano, un neozelandese Douglas A-4 Skyhawk, oltre ad un ricognitore australiano Lockheed P-3 Orion.
Dopo l'Australia con 4.400 soldati il secondo contingente per dimensioni era quello tailandese, forte di 1.600 uomini. Dalle Filippine giunse un contingente con scopi umanitari, che era completato da una squadra medica.

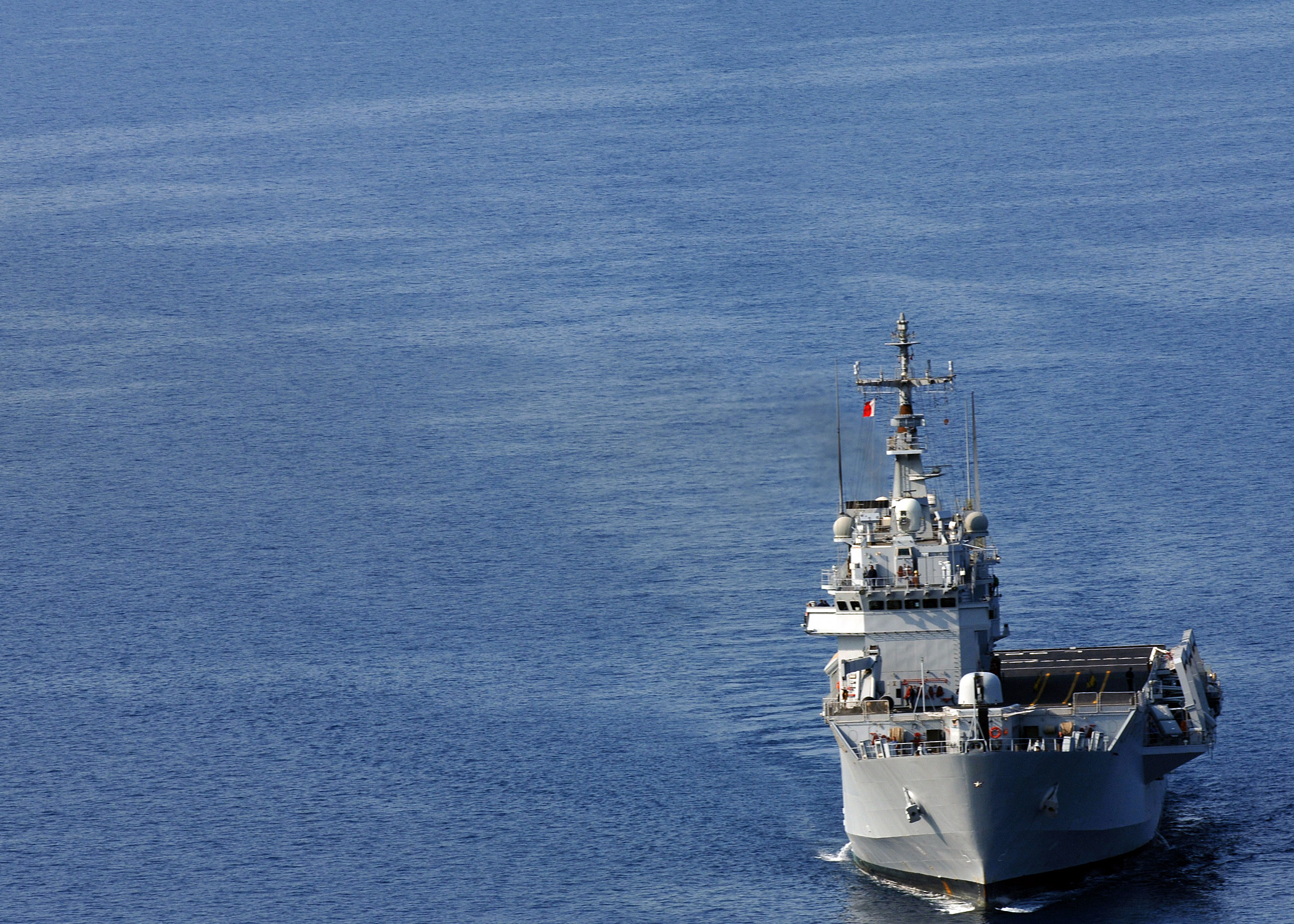
Nave San Giusto

## La partecipazione italiana
L'Italia ha preso parte alla missione con una squadra di fucilieri di marina del Reggimento San Marco, un reparto di incursori dei COMSUBIN della Marina Militare, trasportato sull'isola dalla nave San Giusto e con elicotteri del 1º Gruppo della base di Luni.
Alla missione prese parte una componente formata da distaccamenti incursori del 9º Col Moschin, carabinieri del Tuscania, fucilieri paracadutisti e una componente logistica della Brigata Paracadutisti "Folgore".
Grande valenza strategica e tattica ha avuto anche il gruppo di volo dell'Aeronautica Militare formato da personale e aerei della 46ª Brigata Aerea di Pisa (equipaggi di volo del 2º e del 98º Gruppo) che operavano da Darwin (Australia) con i G222, unici aeroplani di tutta la coalizione a poter intervenire su molti aeroporti caratterizzati da piste in terra battuta molto corte.